# Juan Ramírez
Juan Rubelín Ramírez Beltré (ur. 15 sierpnia 1990) – dominikański zapaśnik walczący w stylu wolnym. Zajął 28 miejsce na mistrzostwach świata w 2017. Złoty medalista igrzysk panamerykańskich w 2011 i srebrny w 2019. Mistrz Ameryki Płd. w 2014. Drugi na mistrzostwach panamerykańskich w 2013 i 2021; trzeci w 2018 i 2020 roku.
Drugi na igrzyskach Ameryki Środkowej i Karaibów w 2018 i 2023; trzeci w 2014. Mistrz igrzysk boliwaryjskich w 2017 i trzeci w 2022.
Mistrz panamerykański kadetów w 2007 roku.